# クリサリス・レコード
クリサリス・レコード (Chrysalis Records)は、イギリスのレコードレーベル。レーベル名は設立者の名前（クリス・ライトとテリー・エリス）から取られた。当初のレーベル名は「Ellis-Wright Agency」だった。
彼らは1968年にアイランド・レコードと契約を結び、程なくして、ライトの名とエリスの姓から名付けられたクリサリス・レコードが創設された。1968年9月18日とされている。なお、英語の「chrysalis」には「蝶の蛹」という意味がある。
1970年代はじめ、このレーベルは、ジェスロ・タル、テン・イヤーズ・アフター、プロコル・ハルムなどのロック・グループによるヒット作をいくつも出した。その後は、レオ・セイヤーやロリー・ギャラガー等のシンガーソングライターや、ジェネレーションXやブロンディなど、ニュー・ウェイヴやパンク・ロックのアーティストたちとも契約した。1980年代に契約したヒューイ・ルイス&ザ・ニュースは後にビッグ・グループに成長した。
1985年にテリー・エリスの持分を買収したクリス・ライトは、1991年にクリサリス・レコードをEMIに売却した